# Doplňovací volby do Senátu Parlamentu České republiky 1999
Doplňovací volby do Senátu Parlamentu České republiky se v roce 1999 konaly ve volebním obvodu č. 27 – Praha 1 ve dnech 27. a 28. srpna 1999. Jednalo se o první doplňovací senátní volby v Česku. Uskutečnily se z důvodu úmrtí senátora Václava Bendy (ODS), který byl zvolen ve volbách v roce 1996 a jehož mandát trval do roku 2002. Na pozici senátora za obvod č. 27 byl roku 1999 zvolen v prvním kole voleb Václav Fischer (nezáv.).

## Kandidáti a výsledky
Výsledky voleb:
| Kandidát              | Kandidát                     | Volební strana        | Navrhující strana     | Politická příslušnost | Počet hlasů (1. kolo) | %     |
| --------------------- | ---------------------------- | --------------------- | --------------------- | --------------------- | --------------------- | ----- |
|                       | Václav Fischer               | NK                    | NK                    | BEZPP                 | 22 461                | 71,24 |
|                       | Jiřina Jirásková             | ODS                   | ODS                   | BEZPP                 | 3 844                 | 12,19 |
|                       | Ivan Medek                   | 4KOALICE              | 4KOALICE              | BEZPP                 | 2 948                 | 9,35  |
|                       | Ing. Stanislav Fischer, CSc. | KSČM                  | KSČM                  | KSČM                  | 1 752                 | 5,47  |
|                       | Karel Srp                    | ČSSD                  | ČSSD                  | BEZPP                 | 327                   | 1,04  |
|                       | JUDr. Elvíra Tomášková       | SV SOS                | SV SOS                | BEZPP                 | 130                   | 0,41  |
|                       | PhDr. Richard Knot           | NEI                   | NEI                   | NEI                   | 48                    | 0,15  |
|                       | Ing. Otakar Tyl              | RU                    | RU                    | BEZPP                 | 46                    | 0,15  |
| Celkem (účast 33,7 %) | Celkem (účast 33,7 %)        | Celkem (účast 33,7 %) | Celkem (účast 33,7 %) | Celkem (účast 33,7 %) | 31 649                | –     |